# إل أنخيل
إل أنخيل (بالإسبانية: El Ángel)‏ هو مصارع هاوي مكسيكي، ولد في 19 أغسطس 1977.

## روابط خارجية
- إل أنخيل على موقع CageMatch worker (الإنجليزية)